# Сухоцин (Люблінське воєводство)
Сухоцин (пол. Suchocin) — село в Польщі, у гміні Луків Луківського повіту Люблінського воєводства.
Населення — 173 особи (2011).
У 1975-1998 роках село належало до Седлецького воєводства.

## Демографія
Демографічна структура станом на 31 березня 2011 року:
|          | Загалом | Допрацездатний вік | Працездатний вік | Постпрацездатний вік |
| -------- | ------- | ------------------ | ---------------- | -------------------- |
| Чоловіки | 91      | 23                 | 60               | 8                    |
| Жінки    | 82      | 23                 | 44               | 15                   |
| Разом    | 173     | 46                 | 104              | 23                   |